# Commessaggio
Commessaggio (lombardul: Cumsàch) település Olaszországban, Lombardia régióban, Mantova megyében. Lakosainak száma 1073 fő (2023. január 1.). Commessaggio Gazzuolo, Sabbioneta, Spineda és Viadana községekkel határos.

## Népesség
A település lakossága az elmúlt években az alábbi módon változott:
| Lakosok száma | 1098 | 1108 | 1073 |
|               | 2017 | 2018 | 2023 |